# Лелидорп
Лелидорп (нидерл. Lelydorp) — второй по величине город в Суринаме, административный центр округа Ваника. Население составляет около 15 576 человек.
Изначально город назывался Кофи-Дйомпо (Kofi Djompo), но в 1905 году был переименован в честь голландского инженера и архитектора Корнелиса Лели, который был автором множества крупных строительных проектов в Нидерландах, а также губернатором Суринама. Корнелис Лели был отправлен в Суринам голландским правительством для поисков золота.
Со старым названием города связана одна интересная история про марона-повстанца по имени Кофи, которого поймали голландские угнетатели и обезглавили. Его голова была надета на палку и поставлена на лодку в знак другим сбежавшим рабам, которые прятались в джунглях. По легенде, когда лодка достигла середины реки, голова Кофи выпрыгнула из лодки и пропала. Слово Kofi означает «рождённый в пятницу» (Кофи Аннан также был рождён в пятницу), а слово Djompo — «прыжок».
Город Лелидорп больше похож на деревню, а не на город. Население Ваники составляет примерно 80 тыс. человек, площадь — 444 км². С такой плотностью населения Ваника является одним из самых урбанизированных округов. Лелидорп также является важным остановочным пунктом между Парамарибо и аэропортом.
Население в основном состоит из яванцев, хиндустани, креолов, европейских и португальских евреев.